# محاكمة مراكش الكبرى
محاكمة مراكش الكبرى هي واحدة من أشهر المحاكمات السياسية في تاريخ المغرب المعاصر. جرت أطوارها سنة 1971 بمراكش, وكان أغلب المتهمين الماثلين فيها من المنتمين لحزب الاتحاد الوطني للقوات الشعبية. حوكم في المحاكمة 193 شخصا آزرهم 52 محاميا من هيئات الرباط والدار البيضاء ومراكش. دامت المحاكمة حوالي 3 أشهر متواصلة من 14 يونيو 1971 إلى 17 أكتوبر, ومرت في 64 جلسة دامت لـ290 ساعة, قبل أن تنتهي بإصدار 11 حكما بالإعدام، و400 سنة سجنا نافذا على المتهمين.
كان من أبرز المتهمين الذين حوكموا: عبد الرحمن اليوسفي ومحمد اليازغي ومحمد الحبيب الفرقاني, وكانت التهمة هي «مس أمن الدولة ومحاولة قلب النظام». أما هيئة الدفاع فتكونت من عدة محامين أبرزهم عبد الرحيم بوعبيد ومحمد بوستة وعبد الرحمن بن عمرو وعبد الرحيم برادة.

## السياق التاريخي
جاءت محاكمة مراكش بعد سنوات زاخرة بأحداث سياسية كبرى، احتدم فيها الصراع بين نظام الملك الحسن الثاني، والمعارضة، المتمثلة أساسا في حزب الاتحاد الوطني للقوات الشعبية.
في سنة 1962 تم التصويت على الدستور الذي جاء به الحسن الثاني وعارضه الاتحاد الوطني. ثم بعد ذلك بسنة واحدة (في 1963) نظم المغرب أول انتخابات تشريعية، وفي عام 1964 قدمت المعارضة ملتمس رقابة لإسقاط حكومة أحمد أبا حنيني، قبل أن تتفجر الأحداث في مارس 1965 في مظاهرات الدار البيضاء التي تصدى لها الجيش ما تسبب في سقوط قتلى واعتقال العديد من المتظاهرين، بعدها بأشهر يلجأ الحسن الثاني لحل البرلمان وإعلان حالة الاستثناء التي دامت خمس سنوات.

## كتب حولها
وثقت عدة كتب لمحاكمة مراكش الكبرى وسياقهاوحيثياتها, من بينها:
- المس بأمن الدولة من خلال محاكمة مراكش الكبرى، 1971: ثورة شعبية؟ أم مناورة للتحريك؟ : دراسة قانونية وسياسية وتنظيمية وأمنية - محمد لومة (2001)[5]
- محاكمة مراكش الكبرى - عبد الرحيم بن بركة (2014)[6]